# ۳۰ قیراط خوشبختی
۳۰ قیراط خوشبختی (لهستانی: 30 karatów szczęścia) یک فیلم کمدی لهستانی است که در سال ۱۹۳۶ منتشر شد.

## گزیدهٔ بازیگران
- آدولف دیمشا
- یادویگا آندژیفسکا
- یوزف اوروید
- ووادیسواف گرابوفسکی
- لودویک فریتشه
- ایرنا اسکویرچینسکا
- ماریا خمورکوفسکا
- واندا یارشفسکا
- یانینا ویلچوونا
- یانینا بروخ‌ویچوونا
- ائوگنیوش کوشوتسکی